# (137) Meliboea
(137) Meliboea – duża, bardzo ciemna planetoida krążącą w pasie głównym asteroid.

## Odkrycie
(137) Meliboea została odkryta 21 kwietnia 1874 w Austrian Naval Observatory (Pula, półwysep Istria) przez Johanna Palisę, jako druga z wielu odnalezionych później przez niego. Nazwa planetoidy pochodzi od Meliboi, która była okeanidą i matką króla Likaona w mitologii greckiej.

## Orbita
Planetoida krąży w średniej odległości 3,11 jednostek astronomicznych od Słońca (okres obiegu to 5 lat i 186 dni). Jest obiektem o średnicy ok. 145,4 km (jeden pełny obrót wokół własnej osi wykonuje raz na 15 godzin i 8 minut). Jest największym obiektem rodziny planetoidy Meliboea. Spośród całej rodziny jedynie (791) Ani dorównuje jej rozmiarami.
Składa się najprawdopodobniej z węglanów.